# Myrica pensylvanica
Myrica pensylvanica ist eine Pflanzenart aus der Gattung Myrica innerhalb der  Familie der Gagelstrauchgewächse (Myricaceae). Sie ist im östlichen Nordamerika verbreitet.

## Beschreibung

### Vegetative Merkmale

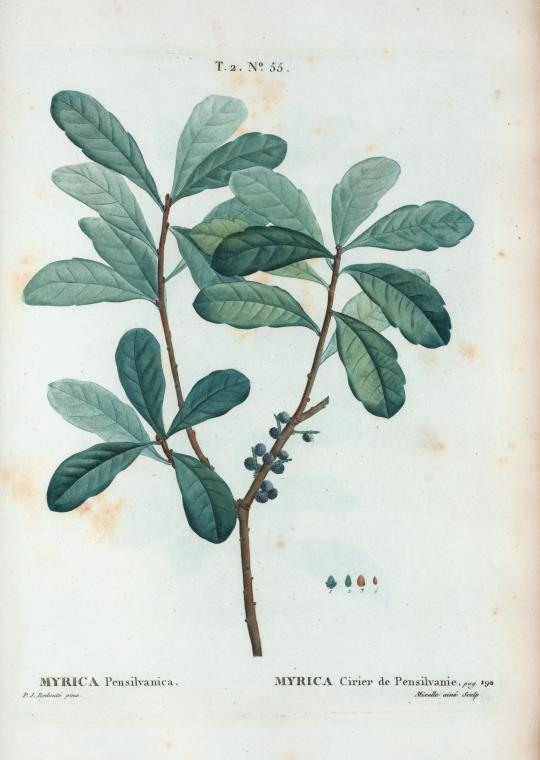
Illustration von Pierre-Joseph Redouté

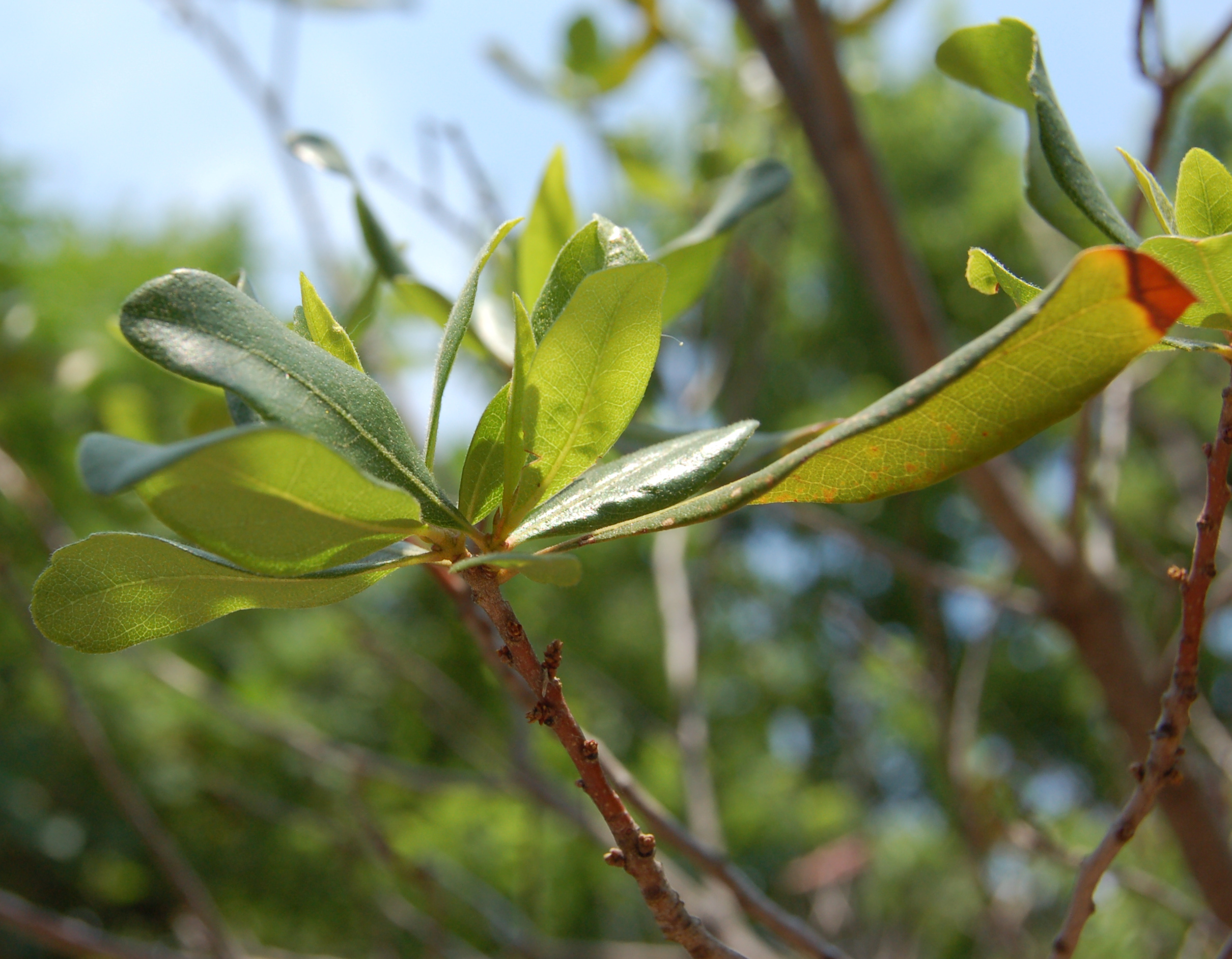
Oft stehen die Laubblätter am oberen Ende der Zweige dicht zusammen

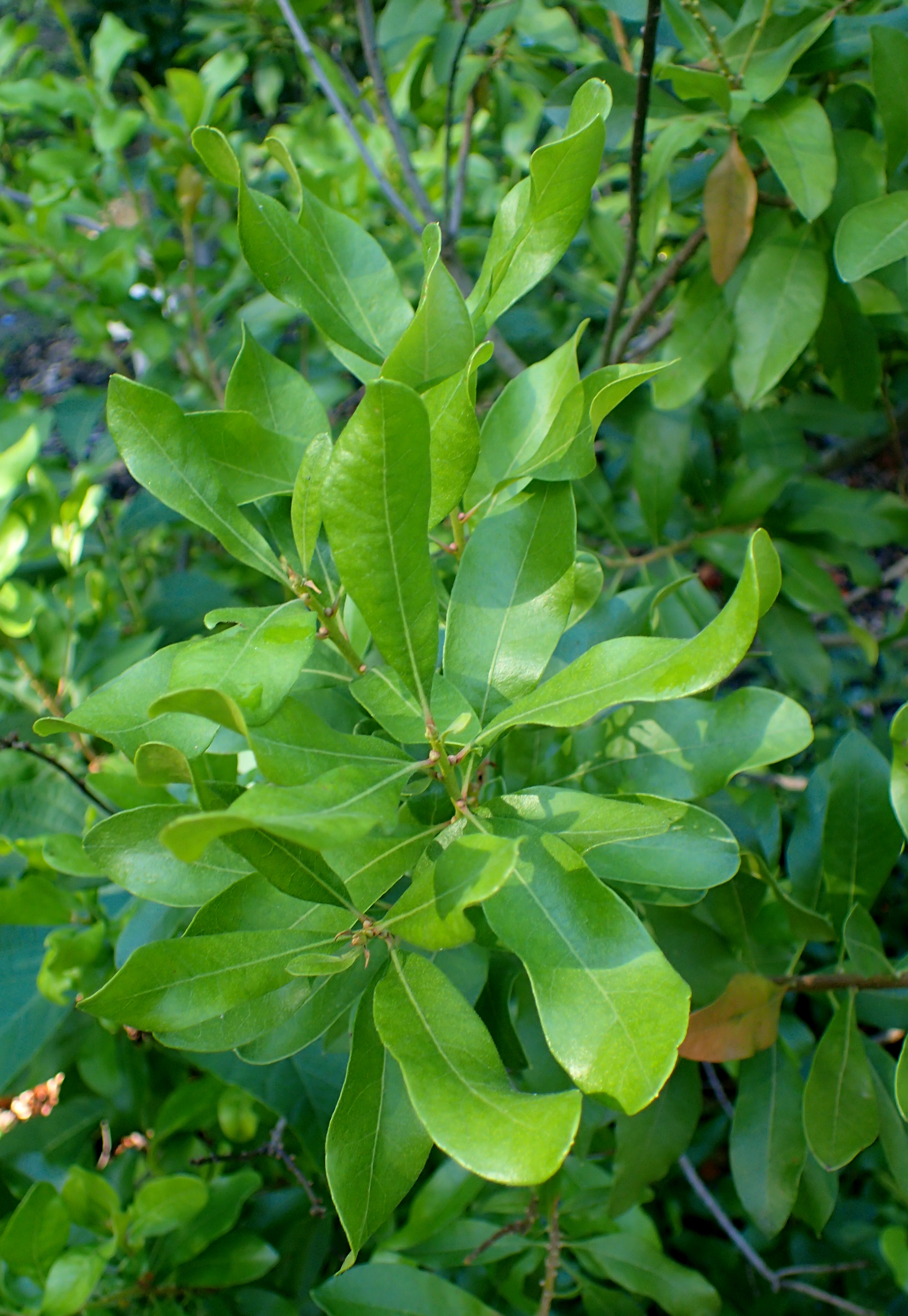
Wechständige, kurz gestielte, einfache Laubblätter

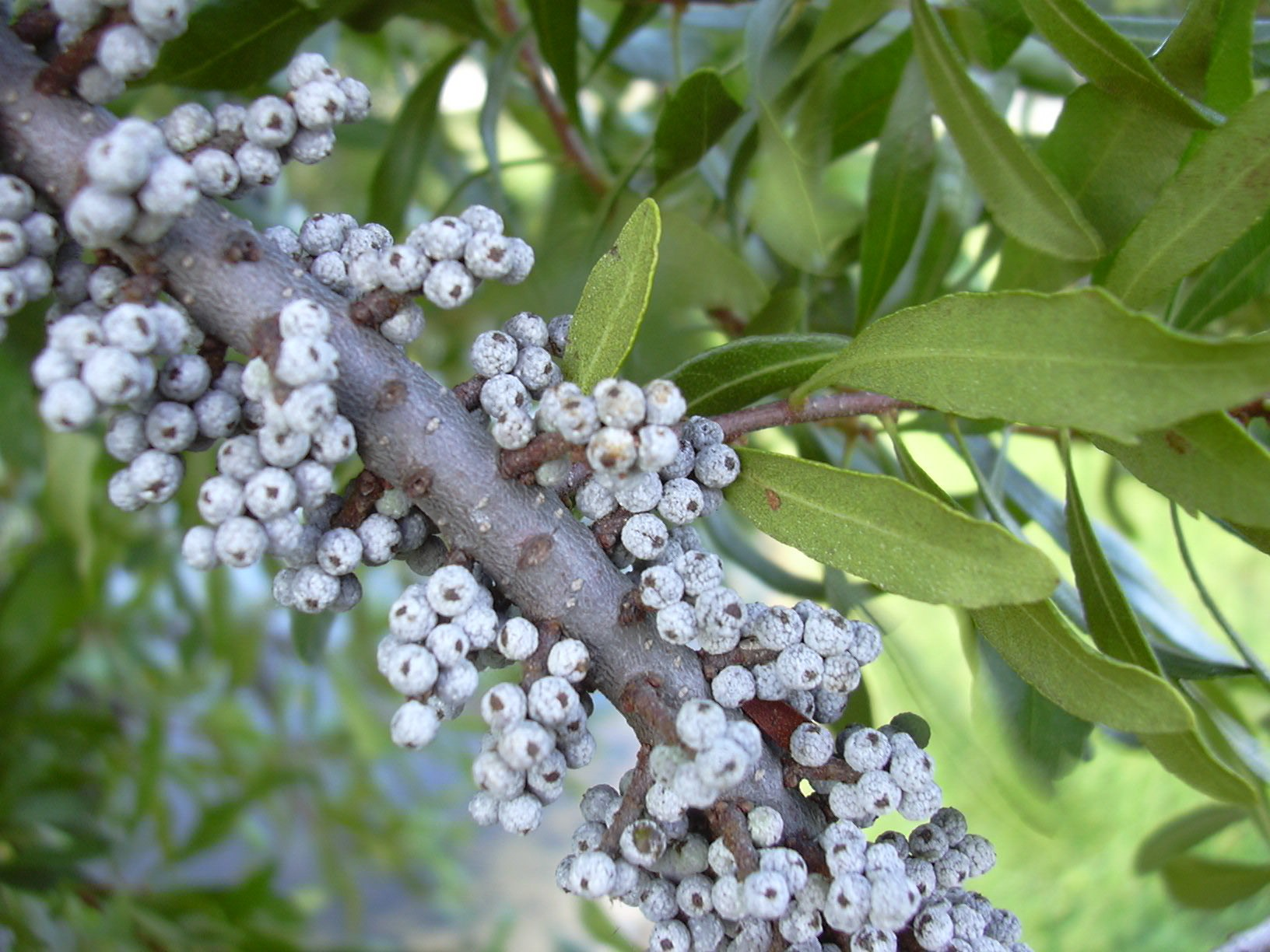
Zweig mit Früchten

Myrica pensylvanica wächst als laubabwerfender Strauch oder selten als kleiner Baum und erreicht Wuchshöhen von bis zu 2, selten bis zu 4,5 Metern. Durch Rhizome werden Kolonien (Klone) gebildet. Die Rinde der Zweige ist anfangs rötlich-braun sowie gelb drüsig punktiert und wird später weißlich-grau; sie ist dicht fein behaart.
Die wechselständig an den Zweigen angeordneten Laubblätter sind in Blattstiel und Blattspreite gegliedert. Die meist pergamentartige, weniger oft ledrige, einfache Blattspreite ist bei einer Länge von 2,5 bis 6,5, selten bis zu 7,8 Zentimetern sowie einer Breite von 1,5 bis 2,7 Zentimetern verkehrt-lanzettlich bis elliptisch oder manchmal verkehrt-eiförmig mit keilförmiger bis sich verschmälernder Basis und stumpfem bis gerundetem, manchmal spitzem oder kurz bespitztem oberen Ende. Der Blattrand ist manchmal glatt, meist von oben bis zur Mitte gesägt. Die Blattunterseite ist hell-grün, fein behaart an den Blattnerven und insgesamt etwas bis dicht drüsig. Die Blattoberseite ist dunkel-grün, fein behaart, besonders entlang der Mittelrippe, und besitzt keine oder spärlich gelblich-braune Drüsen. Wenn die Laubblätter zerkleinert werden, sind sie klebrig und verströmen einen aromatischen Geruch.

### Generative Merkmale
Die Blüten stehen in Kätzchen und sind 3 bis 18 Millimeter lang; ihre Farbe reicht von grün bis rot. Die schrumpelige Steinfrucht weist einen Durchmesser von 3 bis 5,5 Millimetern auf mit einer blassvioletten Wachsschicht.

## Ökologie
Myrica pensylvanica verfügt über Wurzelknöllchen, die stickstofffixierende Mikroorganismen enthalten und ihr so erlauben, auf relativ nährstoffarmen Böden zu wachsen.
Sie bildet eine bedeutende Nahrungsquelle für Kronenwaldsänger.

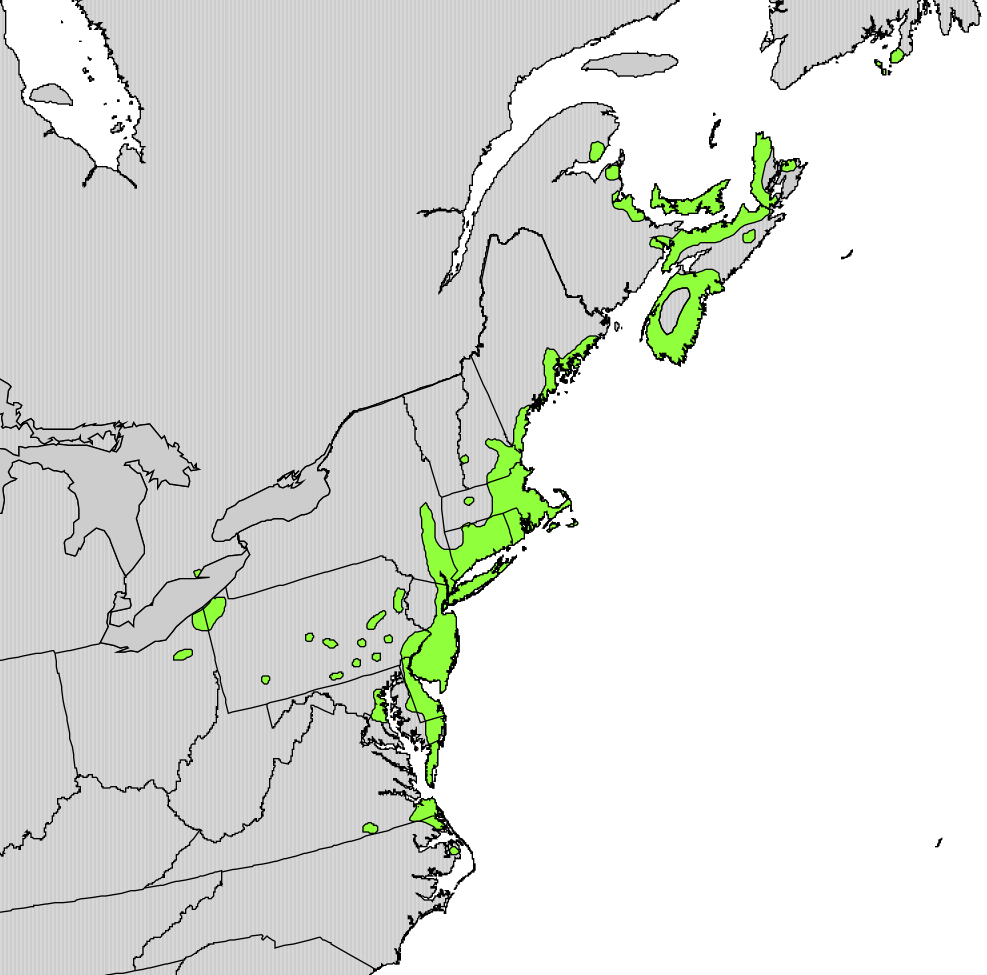
Natürliches Verbreitungsgebiet von Myrica pensylvanica

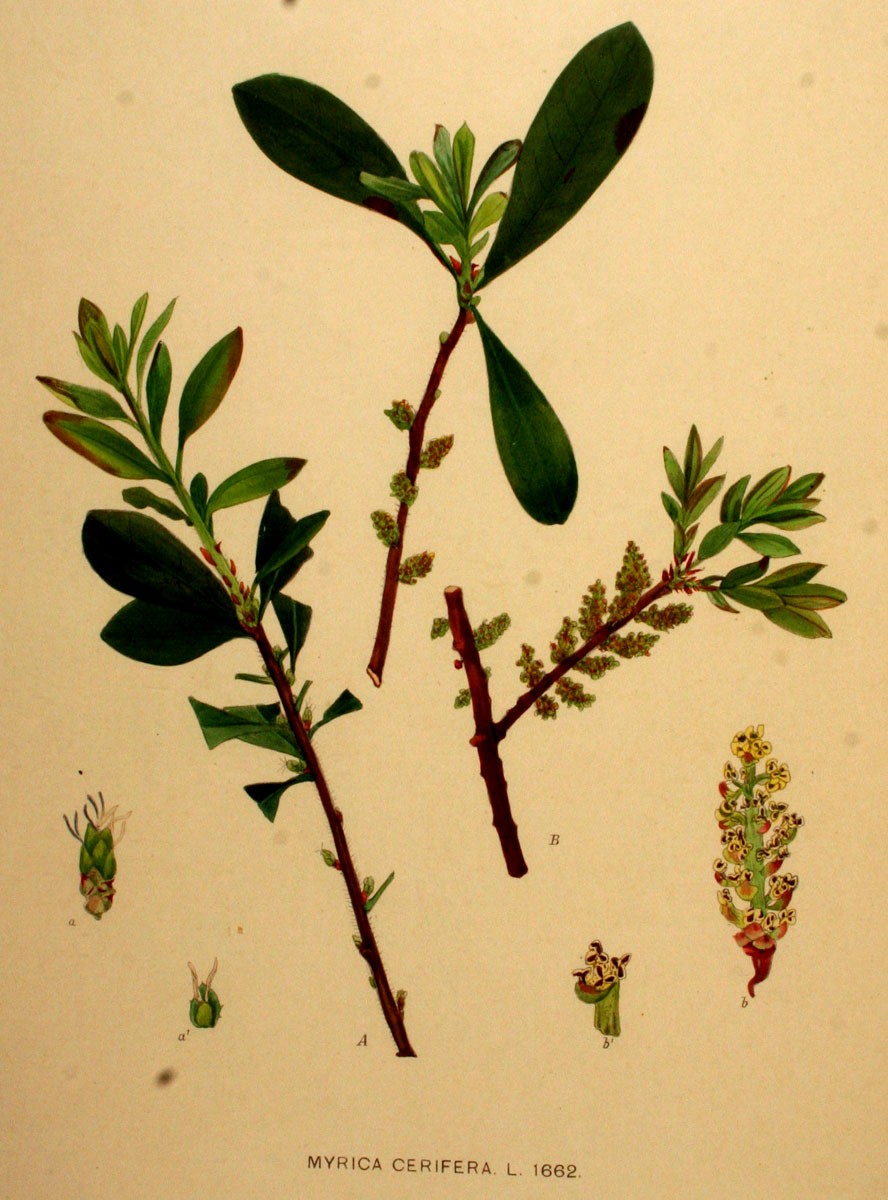
Illustration

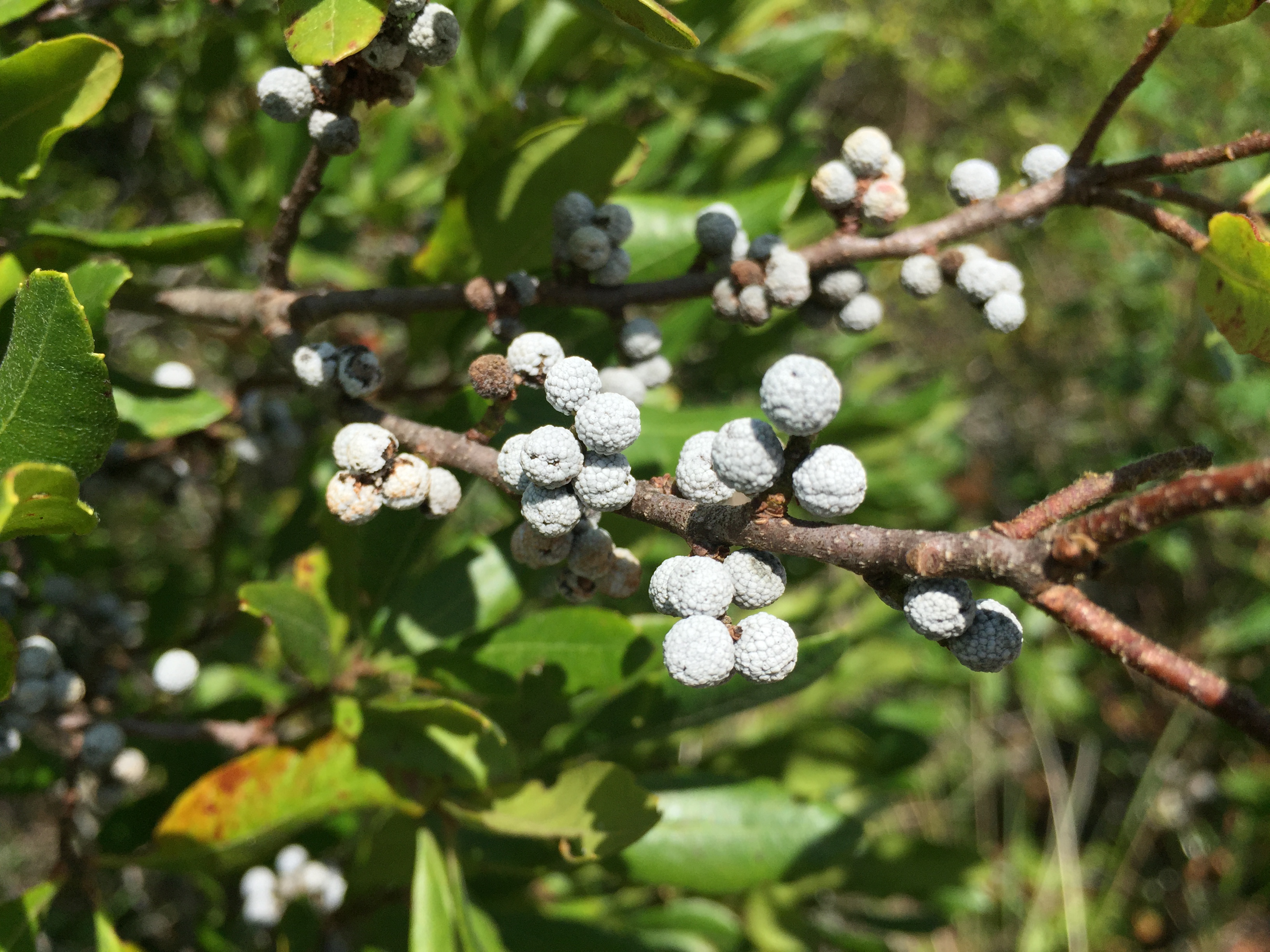
Zweig mit Früchten

## Verbreitung
Myrica pensylvanica kommt im östlichen Nordamerika von Neufundland westwärts bis Ontario und Ohio und südwärts bis nach North Carolina vor.

## Systematik
Die Erstbeschreibung von Myrica pensylvanica erfolgte 1804 durch Charles François Brisseau de Mirbel.
Myrica pensylvanica ist eine der Myrica-Arten, die z. B. vom Integrated Taxonomic Information System in der Gattung Morella geführt wird (Syn.: Morella pensylvanica).

### Ähnliche Arten
Myrica pensylvanica ist sie Myrica caroliniensis sehr ähnlich; diese beiden Arten werden gelegentlich zusammen geführt, ungeachtet der Tatsache, dass Myrica caroliniensis immergrün oder sehr spät laubabwerfend ist. Myrica pensylvanica ist auch Myrica cerifera ähnlich, hat aber nur auf der Unterseite der Laubblätter Duftdrüsen und ist insgesamt nicht sonderlich aromatisch, wogegen Myrica cerifera auf Ober- und Unterseite der Laubblätter Drüsen aufweist und beim Zerkleinern der Blätter aromatisch riecht. Myrica pensylvanica bildet mit beiden Arten Hybride.

## Nutzung
Die Früchte können zur Herstellung eines Wachses für die Kerzenproduktion verwendet werden. Die frühen amerikanischen Kolonisten kochten sie, um das süß duftende Wachs zu extrahieren. Die daraus hergestellten Kerzen brennen sauber ab.

## Trivialnamen
Englischsprachige Trivialnamen sind Northern bayberry, waxberry, tallow bayberry, small waxberry, tallowshrub, swamp candleberry, candlewood, candletree, tallowtree, und ein französischsprachiger ist myrique de Pennsylvanie.